# Shahrak-e Ūch Tappeh-ye Kord
Shahrak-e Ūch Tappeh-ye Kord (persiska: شهرک اوچ تپّه کرد, شَهرَكِ وچ تَپِّۀ كُرد) är en ort i Iran.   Den ligger i provinsen Västazarbaijan, i den nordvästra delen av landet, 500 km väster om huvudstaden Teheran. Shahrak-e Ūch Tappeh-ye Kord ligger 1 287 meter över havet och antalet invånare är 300.
Terrängen runt Shahrak-e Ūch Tappeh-ye Kord är mycket platt.Runt Shahrak-e Ūch Tappeh-ye Kord är det ganska tätbefolkat, med 144 invånare per kvadratkilometer. Närmaste större samhälle är Mīāndoāb, 9,5 km sydost om Shahrak-e Ūch Tappeh-ye Kord. Trakten runt Shahrak-e Ūch Tappeh-ye Kord består till största delen av jordbruksmark.